# Ginevra Rangoni
Ginevra Rangoni o Rangone (Modena, 1487 – Mantova, 10 agosto 1540) è stata una nobile e poetessa italiana.

## Biografia
Figlia di Niccolò Maria (1455-1500), conte di Castelcrescente e Borgofranco, conte di Spilamberto e di Bianca Bentivoglio dei signori di Bologna, sorella di Costanza e dei condottieri Guido II Rangoni (1485-1539), Ludovico (...-1552), Francesco (...-1528) ed Annibale (...-1523), studiò coi fratelli educati da Anton Maria Visdomini.
Amante delle lettere fu anche scrittrice di versi.
Andò sposa giovanissima nel 1503 portando 7000 ducati a Giangaleazzo da Correggio (?-1517), conte di Correggio, del quale rimase vedova senza figli nel 1517. Frequentò la corte degli Estensi diventando damigella di Lucrezia Borgia.
Il 24 luglio 1519 sposò a Mantova, alla presenza di papa Leone X, Aloisio Gonzaga, marchese di Castel Goffredo e col quale non ebbe figli. Durante i periodi di assenza del marito guerriero, seppe destreggiarsi nella gestione del piccolo marchesato di Castel Goffredo.
Presumibilmente ritratta in abito vedovile nel famoso dipinto Ritratto di dama dal Correggio  nel 1518 e conservato all'Hermitage di San Pietroburgo, pare avesse commissionato l'opera per rimaritarsi con il futuro sposo Aloisio.
Colpita da un attacco di malaria, fu portata a Castiglione e quindi a Mantova per essere curata dai medici di corte Gonzaga, dove morì il 10 agosto 1540.  Fu sepolta a Mantova in abito da terziaria francescana.

## Ascendenza
|                         |                        |                            | Genitori                 |  |  | Nonni |  |  | Bisnonni         |  |  | Trisnonni        |  |
|                         |                        |                            |                          |  |  |       |  |  | Jacopino Rangoni |  |  | Gherardo Rangoni |  |
|                         |                        |                            |                          |  |  |       |  |  | Jacopino Rangoni |  |  | Gherardo Rangoni |  |
|                         |                        | Mabilia Porzia             |                          |  |  |       |  |  | Jacopino Rangoni |  |  |                  |  |
| Guido I Rangoni         |                        |                            |                          |  |  |       |  |  | Jacopino Rangoni |  |  |                  |  |
|                         |                        | Fina Buzzacarini           | Pataro Buzzacarini       |  |  |       |  |  |                  |  |  |                  |  |
|                         |                        | Fina Buzzacarini           | Pataro Buzzacarini       |  |  |       |  |  |                  |  |  |                  |  |
|                         |                        | Fina Buzzacarini           | …                        |  |  |       |  |  |                  |  |  |                  |  |
| Niccolò Maria Rangoni   |                        | Fina Buzzacarini           |                          |  |  |       |  |  |                  |  |  |                  |  |
|                         |                        | Feltrino Boiardo           | Matteo Boiardo           |  |  |       |  |  |                  |  |  |                  |  |
|                         |                        | Feltrino Boiardo           | Matteo Boiardo           |  |  |       |  |  |                  |  |  |                  |  |
|                         |                        | Feltrino Boiardo           | Bernardina Lambertini    |  |  |       |  |  |                  |  |  |                  |  |
| Giovanna Boiardo        |                        | Feltrino Boiardo           |                          |  |  |       |  |  |                  |  |  |                  |  |
|                         |                        | Guiduccia da Correggio     | Gherardo VI da Correggio |  |  |       |  |  |                  |  |  |                  |  |
|                         |                        | Guiduccia da Correggio     | Gherardo VI da Correggio |  |  |       |  |  |                  |  |  |                  |  |
|                         |                        | Guiduccia da Correggio     | …                        |  |  |       |  |  |                  |  |  |                  |  |
| Ginevra Rangoni         |                        | Guiduccia da Correggio     |                          |  |  |       |  |  |                  |  |  |                  |  |
|                         | Annibale I Bentivoglio | Anton Galeazzo Bentivoglio |                          |  |  |       |  |  |                  |  |  |                  |  |
|                         | Annibale I Bentivoglio | Anton Galeazzo Bentivoglio |                          |  |  |       |  |  |                  |  |  |                  |  |
|                         | Annibale I Bentivoglio | Francesca Gozzadini        |                          |  |  |       |  |  |                  |  |  |                  |  |
| Giovanni II Bentivoglio | Annibale I Bentivoglio |                            |                          |  |  |       |  |  |                  |  |  |                  |  |
|                         |                        | Donnina Visconti           | Lancillotto Visconti     |  |  |       |  |  |                  |  |  |                  |  |
|                         |                        | Donnina Visconti           | Lancillotto Visconti     |  |  |       |  |  |                  |  |  |                  |  |
|                         |                        | Donnina Visconti           | N.N.                     |  |  |       |  |  |                  |  |  |                  |  |
| Bianca Bentivoglio      |                        | Donnina Visconti           |                          |  |  |       |  |  |                  |  |  |                  |  |
|                         |                        | Alessandro Sforza          | Muzio Attendolo Sforza   |  |  |       |  |  |                  |  |  |                  |  |
|                         |                        | Alessandro Sforza          | Muzio Attendolo Sforza   |  |  |       |  |  |                  |  |  |                  |  |
|                         |                        | Alessandro Sforza          | Lucia Terzani            |  |  |       |  |  |                  |  |  |                  |  |
| Ginevra Sforza          |                        | Alessandro Sforza          |                          |  |  |       |  |  |                  |  |  |                  |  |
|                         |                        | N.N.                       | N.N.                     |  |  |       |  |  |                  |  |  |                  |  |
|                         |                        | N.N.                       | N.N.                     |  |  |       |  |  |                  |  |  |                  |  |
|                         |                        | N.N.                       | N.N.                     |  |  |       |  |  |                  |  |  |                  |  |
|                         |                        | N.N.                       |                          |  |  |       |  |  |                  |  |  |                  |  |

## Omaggi poetici e letterari
Il poeta Matteo Bandello ha dedicato a Ginevra Rangoni la Novella LVIII della Prima parte (1554).

L'Ariosto la ringrazia nel canto XLVI, l'ultimo, dell'Orlando Furioso:
(Orlando Furioso, Canti XLVI, 3)